# Triljon
En triljon är det mycket stora talet 1 000 000 000 000 000 000 (en etta följd av 18 nollor) eller 1018 i tiopotensnotation eller en miljon upphöjd till tre. Samma antal kan anges som "en miljon biljoner" eller en miljard miljarder.
På engelska och flera andra språk är räkneorden motsvarande biljon, triljon, kvadriljon och så vidare tvetydiga och kan antingen motsvara den svenska ("långa skalan") eller ange mycket mindre enheter ("korta skalan"). Enligt den korta skalan, som används i USA, och allt mer också i brittisk engelska (officiellt från 1974[källa behövs]), heter triljon på engelska "quintillion".
Prefixet för triljon är exa.

## Exempel på triljoner
- En triljon kubikmillimeter/mikroliter är en kubikkilometer.
- Det finns en triljon insekter på jorden.[1]
- Rubiks kub har 43 triljoner positioner.[2]
- Det finns 1,4 triljoner kubikmeter vatten på jorden.[3]